# Куликовский-Романов, Тихон Николаевич
Тихон Николаевич Куликовский-Романов (12 (25) августа 1917, Ай-Тодор, Крым — 8 апреля 1993, Торонто) — сын великой княгини Ольги Александровны (1882—1960) и полковника Николая Александровича Куликовского (1881—1958), внук императора Александра III и императрицы Марии Федоровны, племянник императора Николая II.

## Биография
Тихон Николаевич был первым сыном в семье великой княгини Ольги Александровны и Николая Александровича Куликовского (1881—1958, из потомственных дворян Воронежской губернии, полковник, участник Первой мировой войны в составе 12-го гусарского Ахтырского полка, шефом которого была Ольга Александровна). Родился в Крыму, куда семья Ольги Александровны вместе с императрицей Марией Фёдоровной переехала в марте 1917 года после Февральской революции. Мария Фёдоровна писала:

Как раз в тот вечер, когда я чувствовала себя совсем потерянной, моя милая Ольга родила Baby, маленького сына, который принёс в моё разбитое сердце такую неожиданную радость… Я очень рада, что Baby появился как раз в тот момент, когда от горя и отчаяния я ужасно страдала.— из письма Марии Фёдоровны великой княгине Ольге Константиновне
По обету был назван в честь Святого Тихона Задонского. Домашнее прозвище — Тишка.
После убийства царской семьи и великих князей и последовавшего отъезда ряда членов семьи за границу, великая княгиня Ольга Александровна и её семья оставались единственными представителями дома Романовых в России. Они проживали в станице Новоминской на Кубани. Лишь в 1920 году при приближении Красной Армии вместе с родителями и братом Тихон Николаевич покинул Россию и эмигрировал в Данию, куда уже прибыла его бабушка, вдовствующая императрица Мария Феодоровна (до брака с императором Александром III — принцесса Дагмара, дочь датского короля Христиана IX). Тихон Куликовский-Романов воспитывался в русском духе, прекрасно говорил по-русски и был тесно и непосредственно связан с беженцами из России, так как дом его родителей постепенно сделался центром русской колонии в Дании. Образование получил в русских гимназиях Берлина и Парижа, затем учился в датском военном училище и служил в Датской Королевской лейб-гвардии. Его сослуживцем и близким другом был Кристиан фон Шальбург. После оккупации Дании вермахтом вместе с датской армией Тихон находился под арестом в спецлагерях и несколько месяцев провел в тюремном заключении. В конце 1941 года фон Шальбург предложил ему вступить в войска СС, на что Тихон, как и его брат Гурий, ответил твёрдым отказом, хотя и не осуждал друга за его выбор. В 1948 году вместе с семьей великой княгини Ольги Александровны пришлось покинуть Данию, работал в департаменте дорог провинции Онтарио.

### Браки и дети
19 апреля 1942 года в Копенгагене женился на Агнет Петерсен (17 мая 1920, Баллеруп, Дания — 2 августа 2006, Веллингтон, Онтарио). Церемония венчания состоялась церкви Александра Невского. Развелись в 1955 году, детей от брака не было.
21 сентября 1959 года в Оттаве женился на Ливии Себастьян (11 июня 1922 — 12 июня 1982), от брака имел одну дочь — Ольгу Тихоновну (род. 9 января 1964 года в Торонто, с 1994 года супруга Джойса Кордейро) и четырёх внуков:
- Пётр (род. 1994),
- Александр (род. 1996),
- Михаил (род. 1999),
- Виктор (род. 2001).

8 июня 1986 года в Торонто женился на Ольге Николаевне Пупыниной (20 сентября 1926 — 1 мая 2020).

### Смерть
6 апреля 1993 года Тихон Николаевич был госпитализирован в Women’s College Hospital, было установлено, что он перенес инфаркт миокарда. 8 апреля, после второй операции на сердце Тихон Николаевич скончался. Отпевание состоялось 15 апреля в церкви Святой Троицы в Торонто. Погребение состоялось в этот же день на кладбище Йорк (York Cemetery), на севере Торонто, рядом со своими родителями: великой княгиней Ольгой Александровной и полковником Н. А. Куликовским.
10 апреля 1993 года в российской газете «Известия» было опубликовано сообщение агентства «Рейтер» с заголовком «Скончался очередной претендент на российский трон».

## Династические споры
Тихон Николаевич никогда не признавал династических прав кирилловской ветви Романовых (потомков великого князя Кирилла Владимировича). Хотя сам он явно не претендовал на наследование престола, его кандидатура поддерживалась рядом монархистских организаций, которые считали, что царя нужно выбирать на всероссийском Земском соборе. Был почётным членом Объединения членов рода Романовых, являлся арбитром Высшего монархического совета (председатель совета — Д. К. Веймарн), в 1991 году организовал «Благотворительный Фонд имени ея императорского высочества великой княгини Ольги Александровны». Тихон Николаевич также являлся попечителем «Православного братства во имя царя-мученика Николая II». В разгар перестройки Тихон Николаевич обратился к россиянам с рядом воззваний. Одно из них было посвящено необходимости переименования города Свердловск в Екатеринбург.

### Генетическая экспертиза
Поскольку Т. Н. Куликовский-Романов являлся ближайшим оставшимся в живых в начале 1990-х годов родственником императора Николая II, его генетический материал должен был быть веским аргументом в деле идентификации останков императорской семьи. При жизни Куликовский-Романов отказался предоставлять такой материал экспертам, считая, что расследование ведётся не на должном уровне, некомпетентными людьми и организациями и незадолго до смерти даже выступил с публичным протестом против попыток «выдать за Останки Царственных Мучеников безвестные кости, обнаруженные в одном из Уральских захоронений». Однако образцы его крови, взятые во время операции, были сохранены и переданы для исследования российскому эксперту Е. И. Рогаеву. Исследования Рогаева показали стопроцентную вероятность родства между Т. Н. Куликовским-Романовым и человеком, которому принадлежал «скелет № 4» — останки Николая II.
Новые дискуссии по поводу генетического материала Куликовского-Романова и того, как им распоряжаются наследники, вызвало обнаружение останков ещё двух детей Николая II — Марии и Алексея.